# The Hardest Part (Blondie)
The Hardest Part è un singolo del gruppo musicale statunitense Blondie, pubblicato nel 1980 ed estratto dall'album Eat to the Beat.
La canzone è stata scritta da Deborah Harry e Chris Stein.

## Tracce
- 7" (USA)

1. The Hardest Part - 3:42
2. Sound-A-Sleep - 4:18